# It's Only a Play
It's Only A Play è un'opera teatrale del commediografo statunitense Terrence McNally, debuttata nell'Off-Off-Broadway nel 1982.

## Trama
La ricchissima Julia Budder si è reinventata produttrice teatrale e ha finanziato l'allestimento di Broadway della commedia The Golden Egg. La mecenate è pronta ad ospitare il party dopo la prima della pièce nel suo lussuoso appartamento di Manhattan, così da poter attendere con il cast tecnico e creativo, gli amici e alcuni critici la stampa delle prime recensioni. Presto gli ospiti cominciano ad arrivare e, mentre aspettano le critiche, il gossip dilaga tra gli invitati. I dissapori tra gli invitati e le loro idiosincrasie emergono nell'attesa: la primadonna Virginia Noyes è sotto l'influsso di droghe, mentre James Wicker, un ex amico dell'autore della commedia che ha rinunciato al ruolo da protagonista, gioisce non tanto segretamente delle pessime recensioni che cominciano ad arrivare. Tra di loro c'è anche il critico Ira Drew, che disprezza il teatro dato che non riesce ad avere successo come drammaturgo. Nonostante l'insuccesso, gli attori, il commediografo e la produttrice cominciano a pianificare un nuovo progetto da portare a Broadway la stagione successiva, un progetto che - loro sono sicuri - sarà un grande successo.

## Personaggi
- Julia Budder, ricchissima donna newyorchese, al suo debutto come produttrice con The Golden Egg
- Peter Austin, il nervoso autore della pièce
- James Wicker, un comico narcisista che ha rifiutato il ruolo da protagonista di The Golden Egg per una parte in una serie TV che è stata cancellata
- Virginia Noyes, la dissoluta e non più giovanissima primadonna della produzione
- Frank Finger, giovane e brillante regista inglese, venuto a New York per dirigere The Golden Egg
- Ira Drew, un critico teatrale irritabile e dalle velleità drammaturgiche
- Emma, una tassista
- Gus, l'addetto al guardaroba che sogna di diventare attore.

## Produzioni
La commedia è tratta da un flop dello stesso McNally, Broadway, Broadway, una commedia scritta nel 1978 che fallì durante il rodaggio a Filadelfia e che non arrivò mai a fare il suo debuttò sulle scene newyorchesi. James Coco e Geraldine Page ricoprivano le parti principali, ma dopo le pessime recensioni ottenute in Pennsylvania il debutto a Broadway fu cancellato. Sostanzialmente riscritta, rimaneggiata e con un nuovo titolo, la commedia, ora intitolata It's Only A Play debuttò al Manhattan Punch Line dell'Actors and Directors Theatre di New York nel novembre 1982. Paul Benedict curava la regia, mentre il cast comprendeva: Francis Cuka (Julia Budder), Richard Leighton (James Wicker), Paul Guilfoyle (Frank Finger), Ken Kliban (Ira Drew) e Harriet Rogers (Emma).
It's Only A Play tornò sulle scene newyorchesi tre anni più tardi, nel Manhattan Theatre Club dell'Off Broadway, in scena dal 17 dicembre 1985 al 26 gennaio 1987. John Tillinger dirigeva il cast, che comprendeva Christine Baranski (Julia Budder), Paul Benedict (Ira Drew), Mark Blum (Peter Austin), James Coco (James Wicker), David Garrison (Frank Finger), Joanna Gleason (Virginia Noyes) e Florence Stanley (Emma). McNally revisionò il testo ancora una volta e Tillinger diresse nuovamente la pièce al Center Theatre Group/Ahmanson del Doolittle Theatre di Los Angeles nell'aprile 1992, con Eileen Brennan (Virginia Noyes), Sean O'Bryan (Gus), Charles Nelson Reilly (James Wicker), David Hyde Pierce (Frank Finger), Dana Ivey (Julia Budder), Paul Benedict (Ira Drew), Željko Ivanek (Peter Austin) e Doris Roberts (Emma).
La commedia debuttò a Broadway il 28 agosto 2014, in scena al Gerald Schoenfeld Theatre; McNally rimaneggiò nuovamente il testo per renderlo più attuale e sostituì la tassista Emma con il guardarobiere Gus. Jack O'Brien curava la regia e dirigeva l'all-star cast formato da Nathan Lane (James Wicker), Matthew Broderick (Peter Austin), Megan Mullally (Julia Budder), Stockard Channing (Virginia Noyes), F. Murray Abraham (Ira Drew), Rupert Grint (Frank Finger) e Micah Stock (Gus). Originariamente commissionata per quattordici settimane di repliche, la commedia rimase in cartellone per 274 spettacoli e 48 anteprime, fino al 7 giugno 2015. Altri attori che si unirono al cast nel corso delle rappresentazioni furono Katie Finneran (Julia Budder), Maulik Pancholy (Frank Finger), T. R. Knight (Finger) e Martin Short (James Wicker).